# Kenneth III.
Kenneth III. (před 967 – 25. března 1005) byl král Skotska (Alby) v letech 997 až 1005. Byl synem krále Dubha.
Jedinou informací o době jeho vlády je zmínka o vraždě Dungala mac Cináeda Gillem Coemgáin mac Cináeda v Annals of the Four Masters. Není zcela jisté, jestli se tento čin odehrál ve Skotsku a jestli se jednalo o Kennethovy syny.
Kenneth sám padl roku 1005 v bitvě s Malcolmem II. u Monzievaird.